# Lega Nazionale A (tennistavolo femminile)
La Lega Nazionale A è la massima divisione del campionato svizzero femminile di tennistavolo.
Si disputa sin dal 1934, organizzata dalla Swiss Table Tennis.

## Storia

### Denominazioni
- dal 1934: Lega Nazionale A

## Partecipanti stagione 2012-2013
- CTT Mandement 1
- TTC Neuhausen 1
- TTC Rio-Star Muttenz 1
- TTC Uster 1
- TTC Wädenswil 1
- TTC Zürich Affoltern 1

## Albo d'oro
- 1935: Geneva Genève
- 1936: Chaux-de-Fonds
- 1937: Burgdorf
- 1938: Burgdorf
- 1939: -
- 1940: -
- 1941: -
- 1942: -
- 1943: -
- 1944: Silver Star Genève
- 1945: Silver Star Genève
- 1946: -
- 1947: -
- 1948: -
- 1949: Rapid Genève
- 1950: Lausanne
- 1951: -
- 1952: Rapid Genève
- 1953: Rapid Genève
- 1954: Rapid Genève
- 1955: Rapid Genève
- 1956: Rapid Genève
- 1957: Rapid Genève
- 1958: Rapid Genève
- 1959: Rapid Genève
- 1960: Rapid Genève
- 1961: Rapid Genève
- 1962: Rapid Genève
- 1963: Eve Genève
- 1964: Rapid Genève
- 1965: Basel
- 1966: Rapid Genève
- 1967: Rapid Genève
- 1968: Rapid Genève
- 1969: Bern
- 1970: Elite Bern
- 1971: Silver Star Genève
- 1972: Elite Bern
- 1973: Elite Bern
- 1974: Basel
- 1975: Elite Bern
- 1976: Young Stars Zürich
- 1977: Elite Bern
- 1978: Elite Bern
- 1979: Kloten
- 1980: Uster
- 1981: Uster
- 1982: Uster
- 1983: Uster
- 1984: Uster
- 1985: Uster
- 1986: Wollerau
- 1987: Wollerau
- 1988: Uster
- 1989: Wollerau
- 1990: Dietikon
- 1991: Wollerau
- 1992: Wollerau
- 1993: Young Stars Zürich
- 1994: Wollerau
- 1995: Ittigen
- 1996: Aarberg
- 1997: Ittigen
- 1998: Young Stars Zürich
- 1999: Young Stars Zürich
- 2000: Villars-sur-Glâne
- 2001: Young Stars Zürich
- 2002: Basel
- 2003: Wettstein Basel
- 2004: Aarberg
- 2005: Neuhausen
- 2006: Neuhausen
- 2007: Neuhausen
- 2008: Wädenswil
- 2009: Neuhausen
- 2010: Neuhausen
- 2011: Neuhausen
- 2012: Neuhausen